# Prémio Barbara Dex

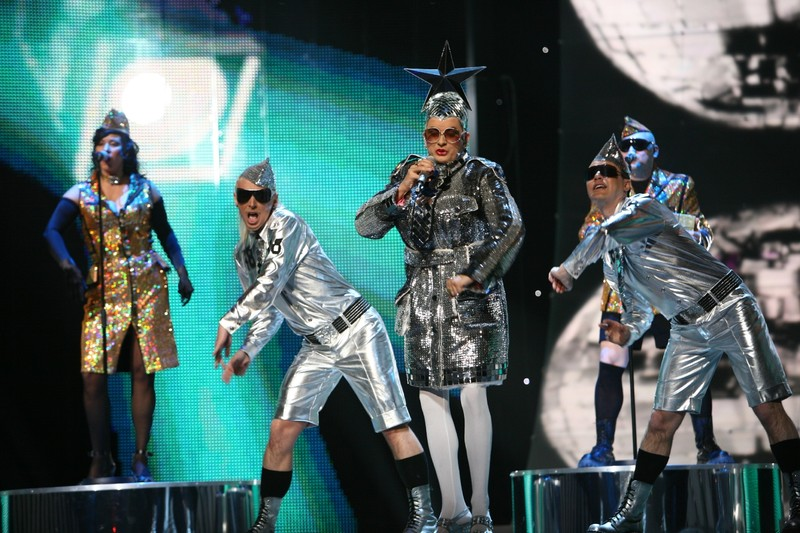
Representante da Ucrânia no Festival Eurovisão da Canção de 2007

O Prémio Barbara Dex é uma premiação anual feita por fãs para os artistas "mais mal vestidos" do Festival Eurovisão da Canção. Foi criado por Edwin van Thillo e Rob Paardekam, os fundadores do fansite holandês The House of Eurovision, em 1997.   Recebeu o nome da cantora belga Barbara Dex, que representou a Bélgica no Festival Eurovisão da Canção 1993 enquanto usava um vestido semitransparente feito por ela mesma.  De acordo com William Lee Adams da Wiwibloggs, Dex vestir a sua própria roupa fez com que ela acabasse por "parecer um abajur", uma característica que levou à criação do prêmio.  Debbie Scerri, ao representar a Malta na edição de 1997 do concurso, foi a primeira artista a receber o Prémio Barbara Dex.  Para a terceira edição do prémio, em 1999, a The House of Eurovision optou pela abertura das votações ao público, ao contrário da seleção interna que tinha ocorrido nos dois anos anteriores. 
Numa entrevista de janeiro de 2006 entre Dex e Sietse Bakker, o redator da equipa ESCToday, Dex afirmou que não havia "nada de mal" no prémio Barbara Dex.  Em julho de 2015, a Wiwibloggs realizou uma votação sobre o "vencedor do prémio Barbara Dex mais mal vestido", que foi ganha por Guildo Horn, que representou a Alemanha no Festival Eurovisão de 1998.  A House of Eurovision fechou em 2016, e as operações do Prémio Barbara Dex foram transferidas para o site belga Songfestival.be e para o seu fundador, Jasper Van Biesen.  Van Biesen afirmou que esperava que a transição de propriedade ampliasse o alcance da premiação.

## Vencedores
| Ano  | País                                        | Artista                                     | Canção                                      | Classificação                               | Ref.   |
| ---- | ------------------------------------------- | ------------------------------------------- | ------------------------------------------- | ------------------------------------------- | ------ |
| 1997 | Malta                                       | Debbie Scerri                               | "Let Me Fly"                                | 9                                           | [ 6 ]  |
| 1998 | Alemanha                                    | Guildo Horn                                 | "Guildo hat euch lieb!"                     | 7                                           | [ 6 ]  |
| 1999 | Espanha                                     | Lydia                                       | "No quiero escuchar"                        | 23                                          | [ 6 ]  |
| 2000 | Bélgica                                     | Nathalie Sorce                              | "Envie de vivre"                            | 24                                          | [ 6 ]  |
| 2001 | Polónia                                     | Piasek                                      | "2 Long"                                    | 20                                          | [ 6 ]  |
| 2002 | Grécia                                      | Michalis Rakintzis                          | "S.A.G.A.P.O."                              | 17                                          | [ 6 ]  |
| 2003 | Rússia                                      | t.A.T.u.                                    | "Ne ver', ne boysia"                        | 3                                           | [ 7 ]  |
| 2004 | Roménia                                     | Sanda Ladoși                                | "I Admit"                                   | 18                                          | [ 8 ]  |
| 2005 | Macedónia do Norte                          | Martin Vučić                                | "Make My Day"                               | 17                                          | [ 4 ]  |
| 2006 | Portugal                                    | Nonstop                                     | "Coisas de nada"                            | 19 SF                                       | [ 9 ]  |
| 2007 | Ucrânia                                     | Verka Serduchka                             | "Dancing Lasha Tumbai"                      | 2                                           | [ 10 ] |
| 2008 | Andorra                                     | Gisela                                      | "Casanova"                                  | 15 SF                                       | [ 11 ] |
| 2009 | Hungria                                     | Zoli Ádok                                   | "Dance with Me"                             | 15 SF                                       | [ 12 ] |
| 2010 | Sérvia                                      | Milan Stanković                             | "Ovo je Balkan"                             | 13                                          | [ 13 ] |
| 2011 | Geórgia                                     | Eldrine                                     | "One More Day"                              | 9                                           | [ 14 ] |
| 2012 | Albânia                                     | Rona Nishliu                                | "Suus"                                      | 5                                           | [ 15 ] |
| 2013 | Sérvia                                      | Moje 3                                      | "Ljubav je svuda"                           | 11 SF                                       | [ 16 ] |
| 2014 | Lituânia                                    | Vilija Matačiūnaitė                         | "Attention"                                 | 11 SF                                       | [ 17 ] |
| 2015 | Países Baixos                               | Trijntje Oosterhuis                         | "Walk Along"                                | 14 SF                                       | [ 18 ] |
| 2016 | Croácia                                     | Nina Kraljić                                | "Lighthouse"                                | 23                                          | [ 19 ] |
| 2017 | Montenegro                                  | Slavko Kalezić                              | "Space"                                     | 16 SF                                       | [ 20 ] |
| 2018 | Macedónia do Norte                          | Eye Cue                                     | "Lost and Found"                            | 18 SF                                       | [ 21 ] |
| 2019 | Portugal                                    | Conan Osíris                                | "Telemóveis"                                | 15 SF                                       | [ 22 ] |
| 2020 | Edição cancelada devido à pandemia COVID-19 | Edição cancelada devido à pandemia COVID-19 | Edição cancelada devido à pandemia COVID-19 | Edição cancelada devido à pandemia COVID-19 | [ 23 ] |
| 2021 | Noruega                                     | TIX                                         | "Fallen Angel"                              | 18                                          | [ 24 ] |

### Por país
| Vitórias | País               | Anos      |
| -------- | ------------------ | --------- |
| 2        | Macedónia do Norte | 2005 2018 |
| 2        | Portugal           | 2006 2019 |
| 2        | Sérvia             | 2010 2013 |
| 1        | Albânia            | 2012      |
| 1        | Andorra            | 2008      |
| 1        | Bélgica            | 2000      |
| 1        | Croácia            | 2016      |
| 1        | Geórgia            | 2011      |
| 1        | Alemanha           | 1998      |
| 1        | Grécia             | 2002      |
| 1        | Hungria            | 2009      |
| 1        | Lituânia           | 2014      |
| 1        | Malta              | 1997      |
| 1        | Montenegro         | 2017      |
| 1        | Países Baixos      | 2015      |
| 1        | Polónia            | 2001      |
| 1        | Roménia            | 2004      |
| 1        | Rússia             | 2003      |
| 1        | Espanha            | 1999      |
| 1        | Ucrânia            | 2007      |
| 1        | Noruega            | 2021      |